# 王欣儀
王欣儀（1970年6月24日—），台灣政治人物，中國國民黨籍。臺師大政研所畢業，現任臺北市議員（大安區、文山區）、市議會黨團書記長、中國國民黨中央委員。
曾任國民黨臺北市黨部副主任委員、市議會國民黨黨團書記長、工商建設研究會北區聯誼會會長、中天及東森的新聞主播及主持人、民眾日報副社長、國民黨中央青年部副主任，以及李慶安立法委員大安、文山區辦公室主任，後來擔任第9、11－14屆臺北市議員。

## 外部連結
- 臺北市議員王欣儀-議員簡介 （页面存档备份，存于）
- 王欣儀的Facebook專頁